# Montréal no 2
Montréal numéro 2 (de 1890 à 1912), puis Montréal–Saint-Jacques (de 1912 à 1966), est un ancien district électoral provincial du Québec.

## Historique

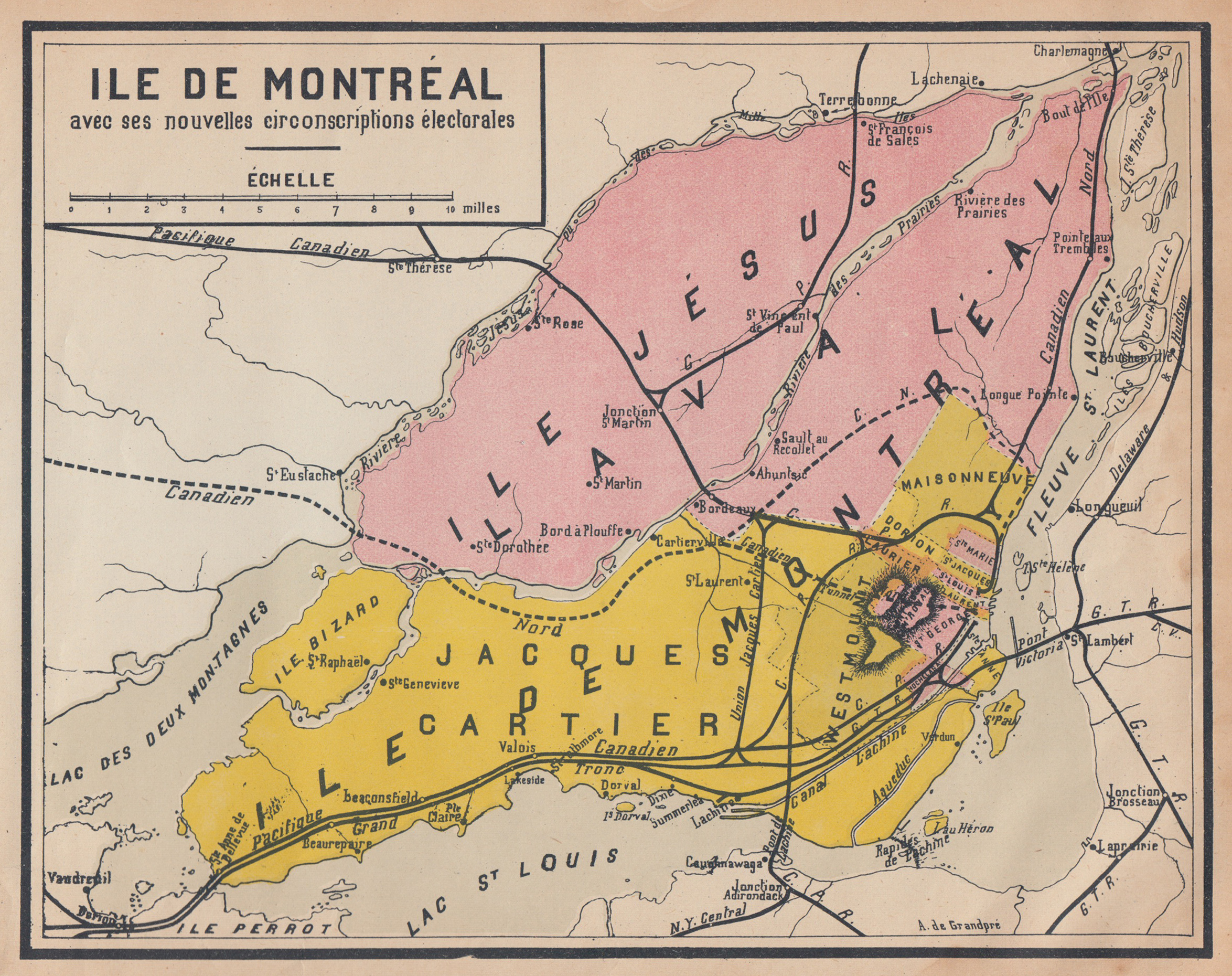
Carte des circonscriptions de l'île de Montréal en 1920. Montréal–Saint-Jacques (identifié JACQUES sur la carte) est au centre-droit, en jaune.

Le district Montréal no 2 est créé lors de la réforme de la carte électorale en 1890, à temps pour l'élection de la même année.
En 1912, le district est nommé Montréal–Saint-Jacques.
Pour l'élection de 1939, il reçoit une partie des électeurs et du territoire de la circonscription de Montréal–Saint-Laurent à la dissolution de ce dernier.
Le district disparaîtra lors de la création du district de Saint-Jacques en 1965 (en vigueur à l'élection de 1966).

## Liste des députés
| Années | Années      | Député                          | Parti              |
| ------ | ----------- | ------------------------------- | ------------------ |
|        | 1890 - 1892 | Joseph Brunet                   | Libéral            |
|        | 1892 - 1897 | Olivier-Maurice Augé            | Conservateur       |
|        | 1897 - 1900 | Lomer Gouin                     | Libéral            |
|        | 1900 - 1904 | Lomer Gouin                     | Libéral            |
|        | 1904 - 1905 | Lomer Gouin                     | Libéral            |
|        | 1905 - 1908 | Lomer Gouin                     | Libéral            |
|        | 1908 - 1909 | Henri Bourassa                  | Ligue nationaliste |
|        | 1909 - 1912 | Clément Robillard               | Libéral            |
|        | 1912 - 1916 | Clément Robillard               | Libéral            |
|        | 1916 - 1919 | Clément Robillard               | Libéral            |
|        | 1919 - 1923 | Irénée Vautrin                  | Libéral            |
|        | 1923 - 1927 | Joseph-Ambroise-Eusèbe Beaudoin | Conservateur       |
|        | 1927 - 1931 | Irénée Vautrin                  | Libéral            |
|        | 1931 - 1935 | Irénée Vautrin                  | Libéral            |
|        | 1935 - 1936 | Henry Lemaître Auger            | Conservateur       |
|        | 1936 - 1939 | Henry Lemaître Auger            | Union nationale    |
|        | 1939 - 1941 | Joseph-Roméo Toupin             | Libéral            |
|        | 1942 - 1944 | Claude Jodoin                   | Libéral            |
|        | 1944 - 1944 | Omer Côté                       | Union nationale    |
|        | 1948 - 1952 | Omer Côté                       | Union nationale    |
|        | 1952 - 1956 | Omer Côté                       | Union nationale    |
|        | 1956 - 1960 | Paul Dozois                     | Union nationale    |
|        | 1960 - 1962 | Paul Dozois                     | Union nationale    |
|        | 1962 - 1966 | Paul Dozois                     | Union nationale    |

Note : Les années en italiques indiquent les élections partielles et les noms en gras les chefs de parti politique.

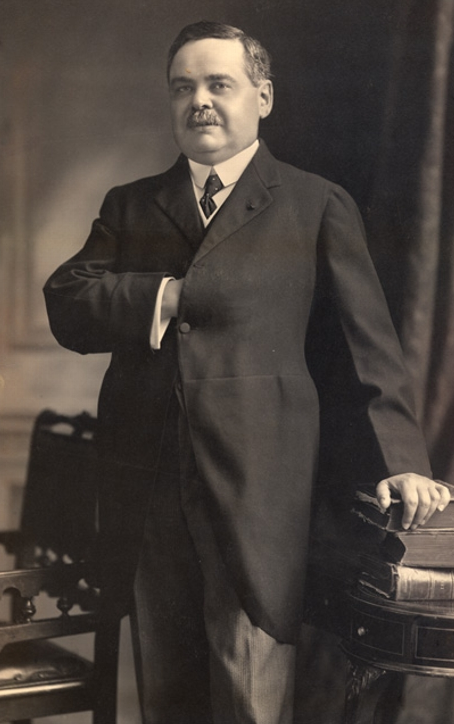
Lomer Gouin est député de Montréal no 2 de 1897 à 1908. Il est Premier ministre du Québec de 1905 à 1920.
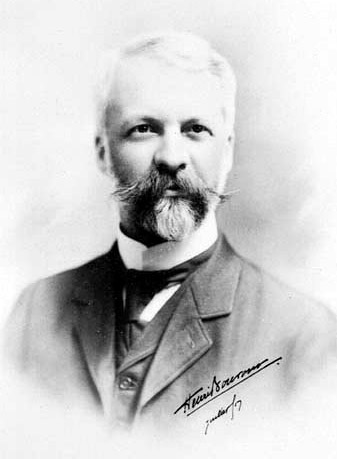
Henri Bourassa est député de Montréal no 2 de 1908 à 1909 pour la Ligue nationaliste.
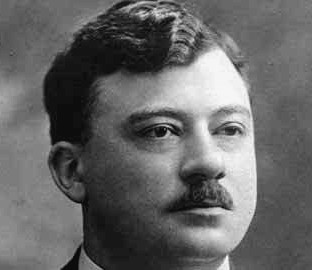
Irenee Vautrin est député de Montréal no 2 de 1919 à 1923 et de 1927 à 1935 pour le Parti Libéral.